# Елевтерес
Елевтерес или Левтера (на гръцки: Ελευθερές, катаревуса: Ελευθεραί, Елевтере) е село в Гърция, дем Кушница, област Източна Македония и Тракия.

## География
Селото е разположено на 60 m височина в южното подножие на Люти рид (Символо), при изхода на Елевтерската река от планината.

## История

### Средновековие
Селото е наследник на крепостта Елевтерес, разположена източно от сегашното селище, на брега на Елевтерския залив. Крепостта пада в османски ръце между 1383 и 1387 година.

### В Османската империя
Елевтеруполската епископия остава като име до втората половина на XV век, но селището е преместено. В края на XVIII век се споменава планинското село Лефтер или Лефтерополис, кацнало в подножието на Люти рид и далеч от морето. Вероятно селото е преместено поради пиратството, което опустошава крайбрежието.
В края на XIX век Левтера е село в Правищката каза на Османската империя. Александър Синве ("Les Grecs de l’Empire Ottoman. Etude Statistique et Ethnographique"), който се основава на гръцки данни, в 1878 година пише, че в Елевтерополис (Élevthéropolis) живеят 240 гърци.
В 1889 година Стефан Веркович („Топографическо-этнографическій очеркъ Македоніи“) пише за Левтера:
| „ | Левтера, село смесено като население; разположено е близо до морето. На нейно място навремето е бил прочутият град Елевтеропол с добро пристанище. Днес от този стар македонски град са останали само развалини. Селото има 1 джамия и 1 църква; жителите са гърци помаци; от града е на 2 часа разстояние. | “ |

Храмът „Свети Архангели“ в Елевтерес е построен в 1891 година при епископ Дионисий Елевтеруполски, споменат в ктиторския надпис. Към 1900 година според статистиката на Васил Кънчов („Македония. Етнография и статистика“) в Левтера живеят 300 гърци и 300 гърци мохамедани.
| „ | Седалище на Мюдур. Мухамеданското население на селото се отличава отъ околните коняри много. То говори покрай турския език и гръцкия като домашен, затова е за вярванье, че потеклото му е гръцко. | “ |

### В Гърция
В 1913 година селото попада в Гърция след Междусъюзническата война. През 20-те години мюсюлманското му население се изселва по споразумението за обмен на население между Гърция и Турция след Лозанския мир и на негово място са заселени гърци бежанци, които в 1928 година са 147 семейства с 504 души, като селото е смесено местно-бежанско. Според българска статистика от 1941 година селото има 1270 жители.
Населението произвежда тютюн, овошки, грозде. Развито е и скотовъдството.|
| Име        | Име           | Ново име   | Ново име   | Описание                                                                                          |
| ---------- | ------------- | ---------- | ---------- | ------------------------------------------------------------------------------------------------- |
| Кара гьол  | Καρὰ Γκόλ     | Мавро Неро | Μαυρόνερο  | възвишение (86,3 m), Ю от Елевтерес, на брега на Бяло море                                        |
| Кара Плака | Καρὰ Πλάκα    | Мавропетра | Μαυρόπετρα | възвишение (78 m), Ю от Елевтерес, на брега на Бяло море                                          |
| Сиври тепе | Σιβρὶ Τεπὲ    | Оросимон   | Ορόσημον   | възвишение (129 m), Ю от Елевтерес, на брега на Бяло море, прекръстено със същия указ и на Певкос |
| Кара бурун | Καρὰ Μπουροὺν | Канони     | Κανόνι     | възвишение в Люти рид (286 m), И от Елевтерес                                                     |
| Чешме      | Τσεσμὲ        | Вриси      | Βρύση      | река в Люти рид, приток на Елевтерската, прекръстена със същия указ и на Дросопиги                |

| Година    | 1913 | 1920 | 1928 | 1940 | 1951 | 1961 | 1971 | 1981 | 1991 | 2001 | 2011 | 2021 |
| --------- | ---- | ---- | ---- | ---- | ---- | ---- | ---- | ---- | ---- | ---- | ---- | ---- |
| Население | 855  | 737  | 973  | 1384 | 1582 | 1471 | 1347 | 1410 | 1369 | 1325 | 1303 | 1279 |